# Давыдов Конец (Печорская волость)
Давыдов Конец — деревня в Печорском районе Псковской области России. Входит в состав городского поселения «Печоры».
Расположена на юге городского поселения, в 10 км к югу от города Печоры.
До 2005 года входила в состав ныне упразднённой Печорской волости.

## Население
Численность населения деревни по оценке на 2000 год составляла 22 жителя.
| 2001 | 2002 | 2010 |
| ---- | ---- | ---- |
| 22   | ↗23  | ↗25  |